# Ingo Witt (Mathematiker)
Ingo Frank Witt (* 11. Juli 1965) ist ein deutscher Mathematiker, der sich unter anderem mit nichtlinearer Analysis beschäftigt.

## Leben
Witt studierte ab 1987 Mathematik an der Humboldt-Universität zu Berlin. Seine Promotion legte er 1994 an der Universität Bonn ab. Nach seiner Habilitation an der Universität Potsdam im Jahr 2004 lehrte er als associate Professor an der University of Texas-Pan American. Seit April 2007 ist er Professor an der Georg-August-Universität Göttingen.
Neben seiner Tätigkeit als Professor wirkte Witt an verschiedenen Büchern zu Themen der mathematischen Physik mit.
2018 wurde er von der Staatlichen Universität Tiflis mit der Ehrendoktorwürde ausgezeichnet.